# Abdoulaye Keita (futbolista nacido en 2002)
Abdoulaye Keita Keita (Toledo, España, 1 de septiembre de 2002) es un futbolista español que juega como delantero en la Getafe C. F. "B" de la Segunda Federación.

## Trayectoria
Nacido en Toledo, Abdoulaye comienza a formarse en el CD Yuncos, Getafe CF y CA Pinto. El 23 de febrero de 2020, con solo 17 años de edad, debuta con el primer equipo del CA Pinto en Tercera División al entrar como suplente en la primera mitad en una derrota por 1-2 frente al CF Pozuelo de Alarcón.
En julio de 2021, tras finalizar su formación, firma por la AD Alcorcón para jugar en su filial en la nueva Tercera División RFEF. Anota su primer gol el 3 de octubre en la victoria liguera por 1-0 frente contra el Villaverde San Andrés. Keita logra debutar con el primer equipo el 15 de diciembre de 2021 al sustituir a Hugo Fraile en el tiempo extra de la primera mitad de la derrota por 2-1 frente al Sporting de Gijón en la Copa del Rey.
El 18 de julio de 2022 se oficializa su incorporación al Getafe CF "B" hasta 2025.

## Estadísticas

### Clubes
Actualizado al último partido disputado el 6 de octubre de 2024.
| Club                        | Div.          | Temporada     | Liga  | Liga  | Liga   | Copas nacionales | Copas nacionales | Copas nacionales | Copas internacionales | Copas internacionales | Copas internacionales | Total | Total | Total  |
| Club                        | Div.          | Temporada     | Part. | Goles | Asist. | Part.            | Goles            | Asist.           | Part.                 | Goles                 | Asist.                | Part. | Goles | Asist. |
| --------------------------- | ------------- | ------------- | ----- | ----- | ------ | ---------------- | ---------------- | ---------------- | --------------------- | --------------------- | --------------------- | ----- | ----- | ------ |
| Atlético Pinto · España     | 3.ª           | 2019-20       | 1     | 0     | 1      | ―                | ―                | ―                | ―                     | ―                     | ―                     | 1     | 0     | 1      |
| Atlético Pinto · España     | 3.ª           | 2020-21       | 1     | 0     | 0      | ―                | ―                | ―                | ―                     | ―                     | ―                     | 1     | 0     | 0      |
| Atlético Pinto · España     | Total club    | Total club    | 2     | 0     | 1      | 0                | 0                | 0                | 0                     | 0                     | 0                     | 2     | 0     | 1      |
| A. D. Alcorcón "B" · España | 3.ª F         | 2021-22       | 29    | 6     | 1      | ―                | ―                | ―                | ―                     | ―                     | ―                     | 29    | 6     | 1      |
| A. D. Alcorcón "B" · España | Total club    | Total club    | 29    | 6     | 1      | 0                | 0                | 0                | 0                     | 0                     | 0                     | 29    | 6     | 1      |
| A. D. Alcorcón · España     | 2.ª           | 2021-22       | 0     | 0     | 0      | 1                | 0                | 0                | ―                     | ―                     | ―                     | 1     | 0     | 0      |
| A. D. Alcorcón · España     | Total club    | Total club    | 0     | 0     | 0      | 1                | 0                | 0                | 0                     | 0                     | 0                     | 1     | 0     | 0      |
| Getafe C. F. "B" · España   | 3.ª F         | 2022-23       | 27    | 7     | 0      | —                | —                | —                | —                     | —                     | —                     | 27    | 7     | 0      |
| Getafe C. F. "B" · España   | 2.ª F         | 2023-24       | 31    | 3     | 3      | —                | —                | —                | —                     | —                     | —                     | 31    | 3     | 3      |
| Getafe C. F. "B" · España   | 2.ª F         | 2024-25       | 5     | 1     | 1      | —                | —                | —                | —                     | —                     | —                     | 5     | 1     | 1      |
| Getafe C. F. "B" · España   | Total club    | Total club    | 63    | 11    | 4      | 0                | 0                | 0                | 0                     | 0                     | 0                     | 63    | 11    | 4      |
| Getafe C. F. · España       | 1.ª           | 2024-25       | 1     | 0     | 0      | 0                | 0                | 0                | 0                     | 0                     | 0                     | 1     | 0     | 0      |
| Getafe C. F. · España       | Total club    | Total club    | 1     | 0     | 0      | 0                | 0                | 0                | 0                     | 0                     | 0                     | 1     | 0     | 0      |
| Total carrera               | Total carrera | Total carrera | 95    | 17    | 6      | 1                | 0                | 0                | 0                     | 0                     | 0                     | 96    | 17    | 6      |